# Генрик Касперчак
Генрик Войцех Касперчак (пол. Henryk Wojciech Kasperczak, нар. 10 липня 1946, Забже) — польський футболіст, що грав на позиції півзахисника. По завершенні ігрової кар'єри — футбольний тренер, відомий роботою з французькими та польськими клубами, а також низкою африканських збірних.
Виступав, зокрема, за клуби «Легія» та «Сталь», а також національну збірну Польщі.

## Клубна кар'єра

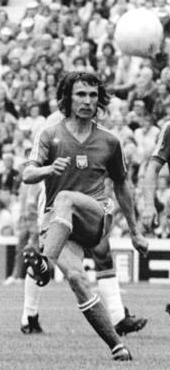
Касперчак у грі на ЧС-1974.

Народився 10 липня 1946 року в місті Забже. Вихованець футбольної школи місцевого клубу «Сталь» (Забже).
У дорослому футболі дебютував 1965 року виступами за команду клубу «Сталь» (Мелець), в якій провів один сезон.
Своєю грою за цю команду привернув увагу представників тренерського штабу клубу «Легія», до складу якого приєднався 1966 року. Відіграв за команду з Варшави наступні два сезони своєї ігрової кар'єри.
1968 року повернувся до мелецької «Сталі». Цього разу провів у її складі десять сезонів. За цей час двічі ставав чемпіоном Польщі.
Завершив професійну ігрову кар'єру у французькому «Меці», за команду якого виступав 1978 року.

## Виступи за збірну
1973 року дебютував в офіційних матчах у складі національної збірної Польщі. Протягом кар'єри у національній команді, яка тривала 6 років, провів у формі головної команди країни 61 матч, забивши 5 голів.
У складі збірної був учасником чемпіонату світу 1974 року у ФРН, на якому команда здобула бронзові нагороди, а також чемпіонату світу 1978 року в Аргентині. Срібний призер літніх Олімпійських ігор 1976 року.

## Кар'єра тренера
Завершивши виступи на футбольному полі 1978 року, залишився у французькому клубі «Мец» як головний тренер. Пропрацював з цим клубом шість сезонів, в останньому з яких здобув з «Мецем» Кубок Франції. Згодом ще 10 років працював у Франції, змінивши за цей час ще п'ять клубів — «Сент-Етьєн», «Страсбур», «Расінг» (Париж), «Монпельє» та «Лілль».
1993 року прийняв пропозицію очолити тренерський штаб національної збірної Кот-д'Івуару, яку готував до Кубка африканських націй 1994 року, на якому івуарійці здобули бронзові нагороди. Після турніру польського тренера запросили очолити збірну Тунісу, на чолі якої він за два роки став срібним призером Кубка африканських націй 1996. З тунісцями також працював на чемпіонаті світу 1998 року і тогорічному розіграші Кубка африканських націй.
Протягом 1998—1999 років працював у Франції з «Бастією» та в ОАЕ з «Аль-Васлом», а згодом повертався до Африки, де очолював збірні Марокко (у 1999—2000) та Малі (2001—2002).
2002 року повернувся на батьківщину, очоливши тренерський штаб «Вісли» (Краків). Повернення виявилося тріумфальним — протягом трьох наступних сезонів очолювана Касперчаком команда незмінно вигравала чемпіонат Польщі.
Згодом готував збірну Сенегалу до Кубка африканських націй 2008 року, протягом 2008—2010 років працював у Польщі з «Гурником» (Забже) і «Віслою» (Краків), а у 2010—2011 роках у Греції з «Кавалою».
2013 року очолив тренерський штаб збірної Малі, з якою кваліфікувався до участі у Кубку африканських націй 2015 року. На континентальній першості малійці зіграли усі три матчі внічию і не пройшли груповий етап, після чого 8 березня 2015 року поляк подав у відставку..
13 липня 2015 року вдруге був призначений тренером збірної Тунісу., з якою вийшов на Кубок африканських націй 2017 року. На континентальній першості тунісці подолали груповий етап, проте завершили виступи вже на стадії чвертьфіналів, на якій поступилися команді Буркіна-Фасо, після чого польський фахівець залишив Туніс.

## Титули і досягнення

### Як гравця
- Чемпіон Польщі (2):

«Сталь» (Мелець): 1972–73, 1975–76
- Срібний олімпійський призер: 1976
- Найкращий польський футболіст року: 1976

### Як тренера
- Чемпіон Польщі (3):

«Вісла» (Краків): 2002-03, 2003-04, 2004-05
- Володар Кубка Польщі (1):

«Вісла» (Краків): 2002-03
- Володар Кубка Франції (1):

«Мец»: 1983–84
- Срібний призер Кубка африканських націй: 1996
- Бронзовий призер Кубка африканських націй: 1994